# Aleksandr Gripič
Aleksandr Sergeevič Gripič (in russo Александр Сергеевич Грипич?; 29 settembre 1986) è un astista russo.

## Palmarès
| Anno | Manifestazione  | Sede       | Evento           | Risultato | Prestazione | Note                          |
| ---- | --------------- | ---------- | ---------------- | --------- | ----------- | ----------------------------- |
| 2009 | Universiadi     | Belgrado   | Salto con l'asta | Oro       | 5,60 m      |                               |
| 2009 | Mondiali        | Berlino    | Salto con l'asta | 5º        | 5,75 m      | Miglior prestazione personale |
| 2010 | Mondiali indoor | Doha       | Salto con l'asta | 13º (q)   | 5,45 m      |                               |
| 2010 | Europei         | Barcellona | Salto con l'asta | nm (q)    | nm (q)      |                               |
| 2011 | Universiadi     | Shenzhen   | Salto con l'asta | Argento   | 5,75 m      |                               |
| 2013 | Universiadi     | Kazan'     | Salto con l'asta | 5º        | 5,40 m      |                               |
| 2013 | Mondiali        | Mosca      | Salto con l'asta | 24º (q)   | 5,40 m      |                               |
| 2014 | Europei         | Zurigo     | Salto con l'asta | 5º        | 5,65 m      |                               |
| 2015 | Europei indoor  | Praga      | Salto con l'asta | Argento   | 5,85 m      | Miglior prestazione personale |
| 2015 | Mondiali        | Pechino    | Salto con l'asta | 17º (q)   | 5,65 m      |                               |

## Altre competizioni internazionali
2010
- Campionati europei a squadre di atletica leggera ( Bergen)

2015
- Campionati europei a squadre di atletica leggera ( Čeboksary)